# Taj-ul-Masajid
Taj-ul-Masajid es una mezquita situada en Bhopal, India. También se denomina a veces Taj-ul-Masjid, pero el nombre correcto es Taj-ul-Masajid, ya que Masajid significa «mezquitas» (plural de masjid) y Taj-ul-Masajid literalmente significa «corona entre mezquitas». Es la mayor mezquita de la India y una de las más grandes del mundo.

## Historia
La construcción de la mezquita se inició durante el reinado del emperador mogol Bahadur Shah II por obra del nabab de Bhopal Shah Jahan Begum (1868–1901), y su hija Sultan Jahan Begum continuó su construcción durante toda su vida. La mezquita no se completó debido a la falta de fondos, y después de un largo parón tras la Guerra de 1857, la construcción se retomó en 1971 gracias a los esfuerzos de Allama Mohammad Imran Khan Nadwi Azhari y Maulana Sayed Hashmat Ali Sahab. La construcción se completó en 1985 y la puerta de entrada fue renovada grandiosamente usando motivos antiguos de las mezquitas sirias de en torno al 1250 gracias a la contribución del emir de Kuwait para conmemorar la memoria de su difunta esposa.

## Arquitectura
La mezquita tiene una fachada de color rosa coronada por dos minaretes ortogonales de dieciocho plantas de altura con cúpulas de mármol. Tiene también tres grandes cúpulas bulbosas, un impresionante vestíbulo principal con atractivos pilares y un suelo de mármol que evoca la arquitectura mogola del estilo de la Jama Masjid de Delhi y la Badshahi Masjid de Lahore. Tiene un patio con un gran aljibe en el centro y una puerta de dos plantas de altura con cuatro arcos retranqueados y nueve aberturas lobuladas en la sala de oración principal. El muro de la alquibla en la sala de oración está tallado con once arcos retranqueados y tiene finas pantallas de enrejado. Los grandes pilares de la sala sostienen veintisiete techos a través de arcos entrecerrados, dieciséis de los cuales están decorados con diseños de pétalos ornamentados.

## Congregación anual
Aalmi Tablighi Ijtima es una congregación anual de tres días de duración que atrae personas de todo el mundo. Se celebró en la Taj-ul-Masajid hasta que se trasladó a Islam Nagar, fuera de la ciudad, debido a la falta de espacio.

## Galería de imágenes

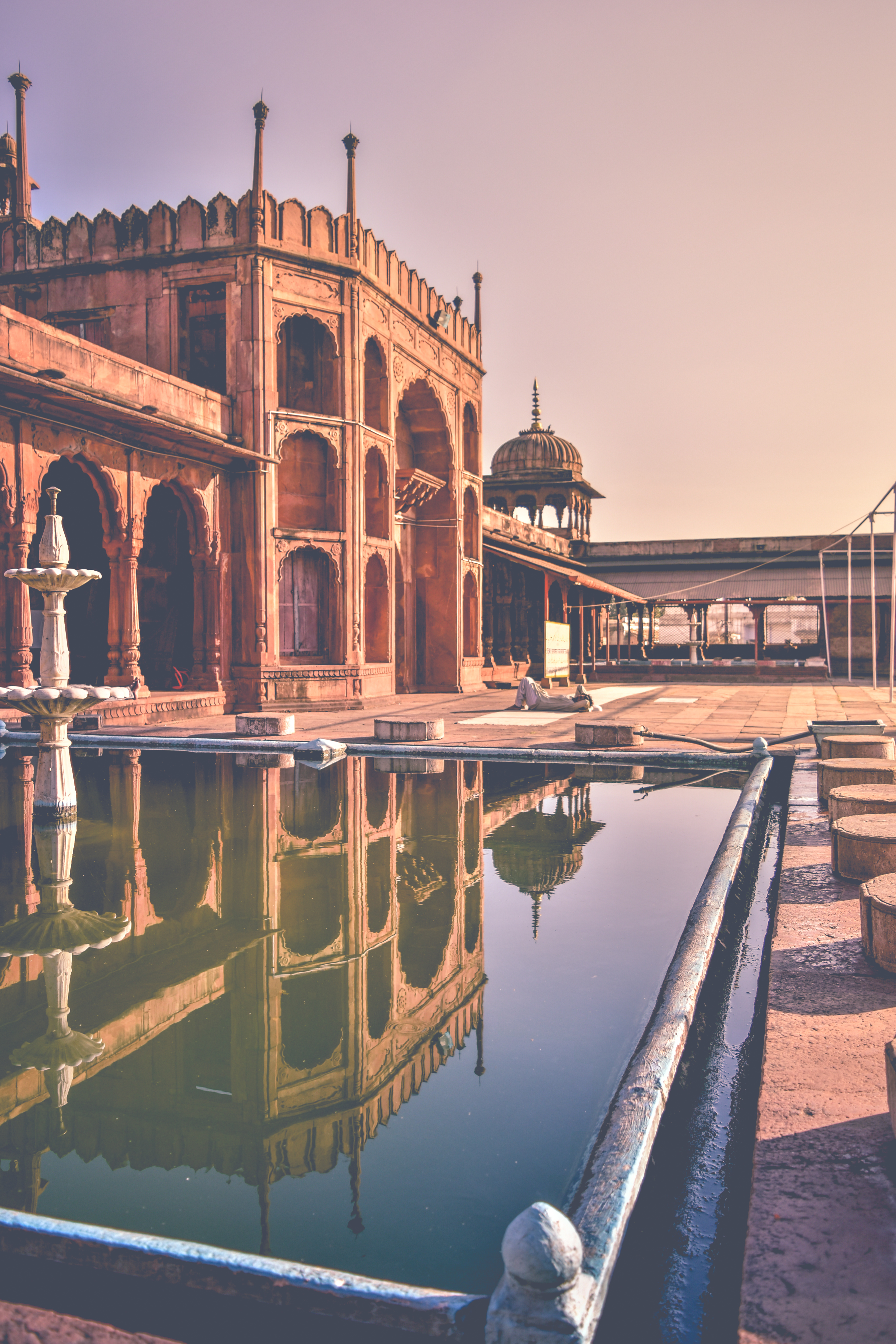
Fachada exterior.
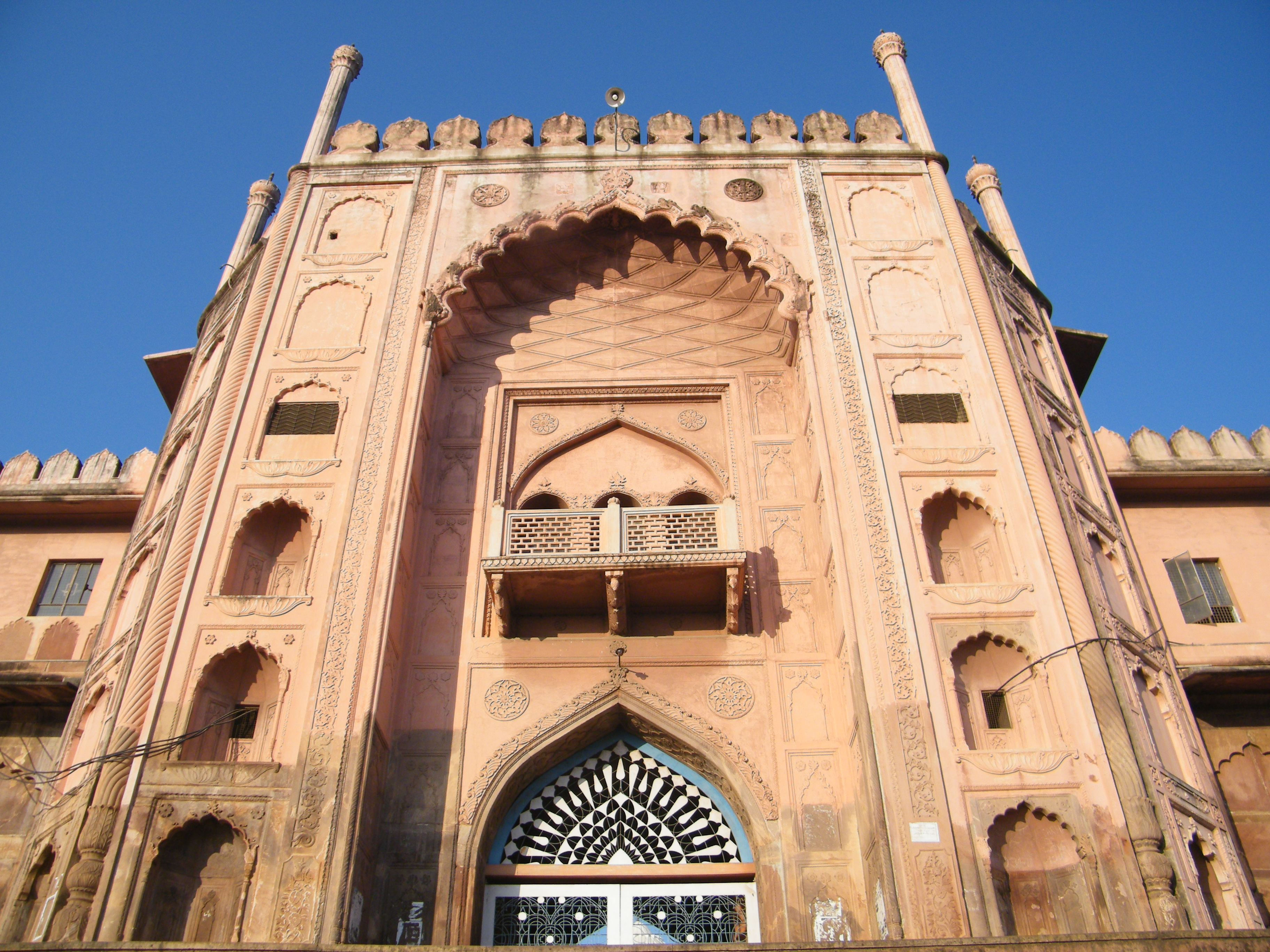
Puerta de entrada de Taj-ul-Masajid.
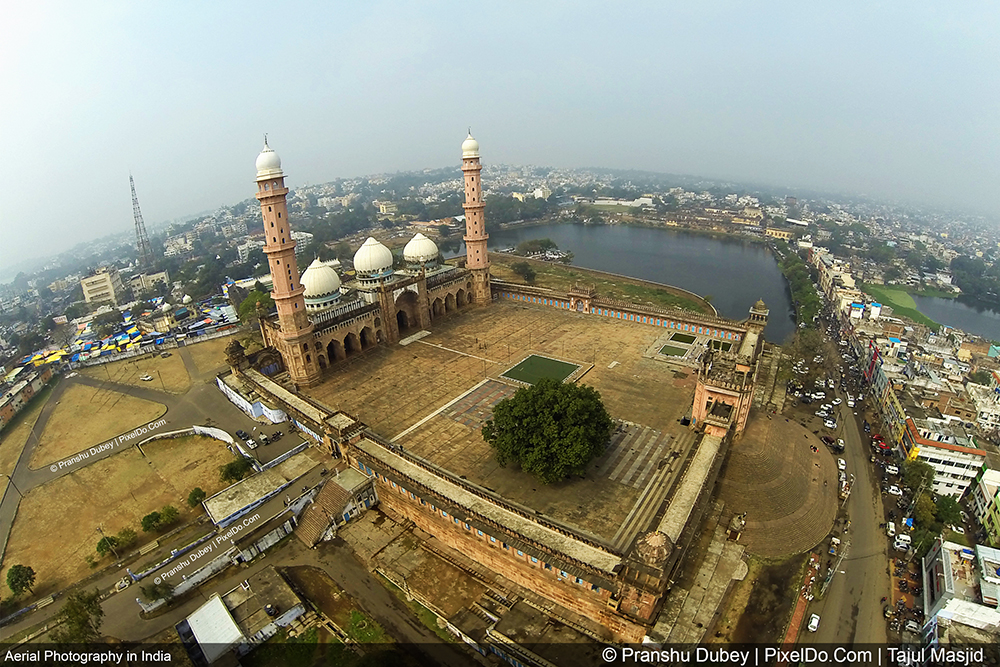
Imagen aérea de Taj-ul-Masajid.
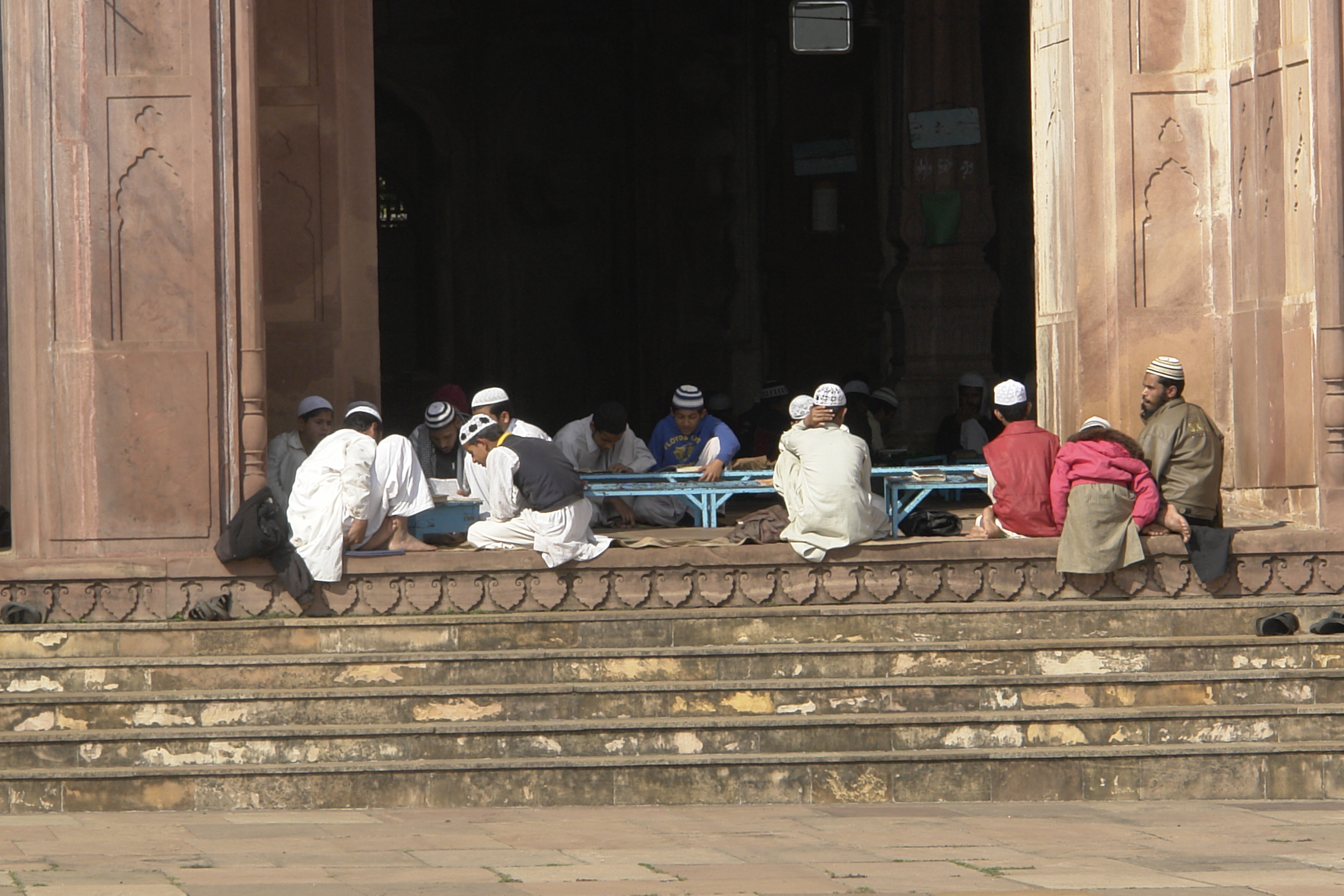
Una madrasa en Taj-ul-Masjid.
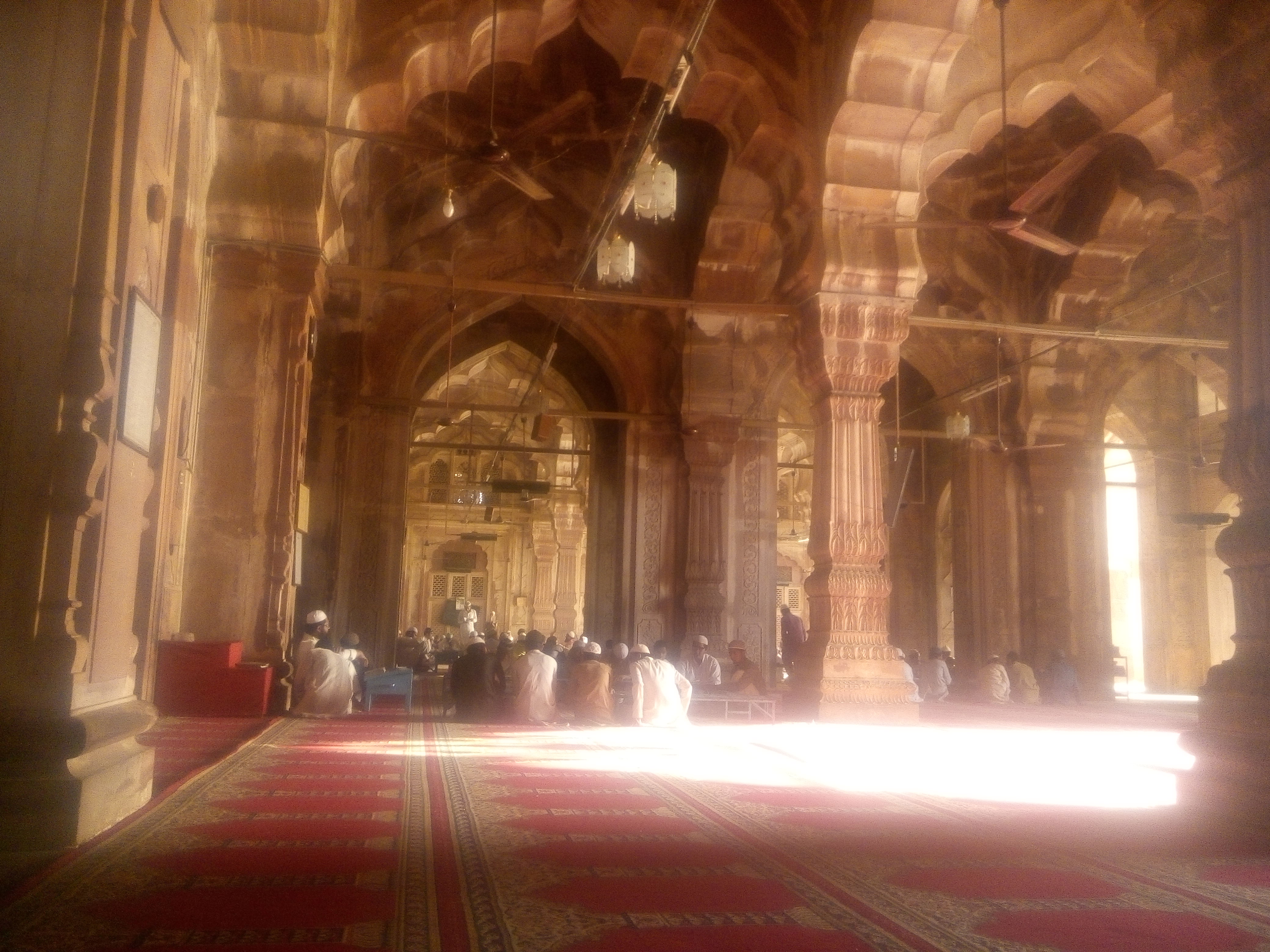
Interior de la madrasa de Taj-ul-Masajid.
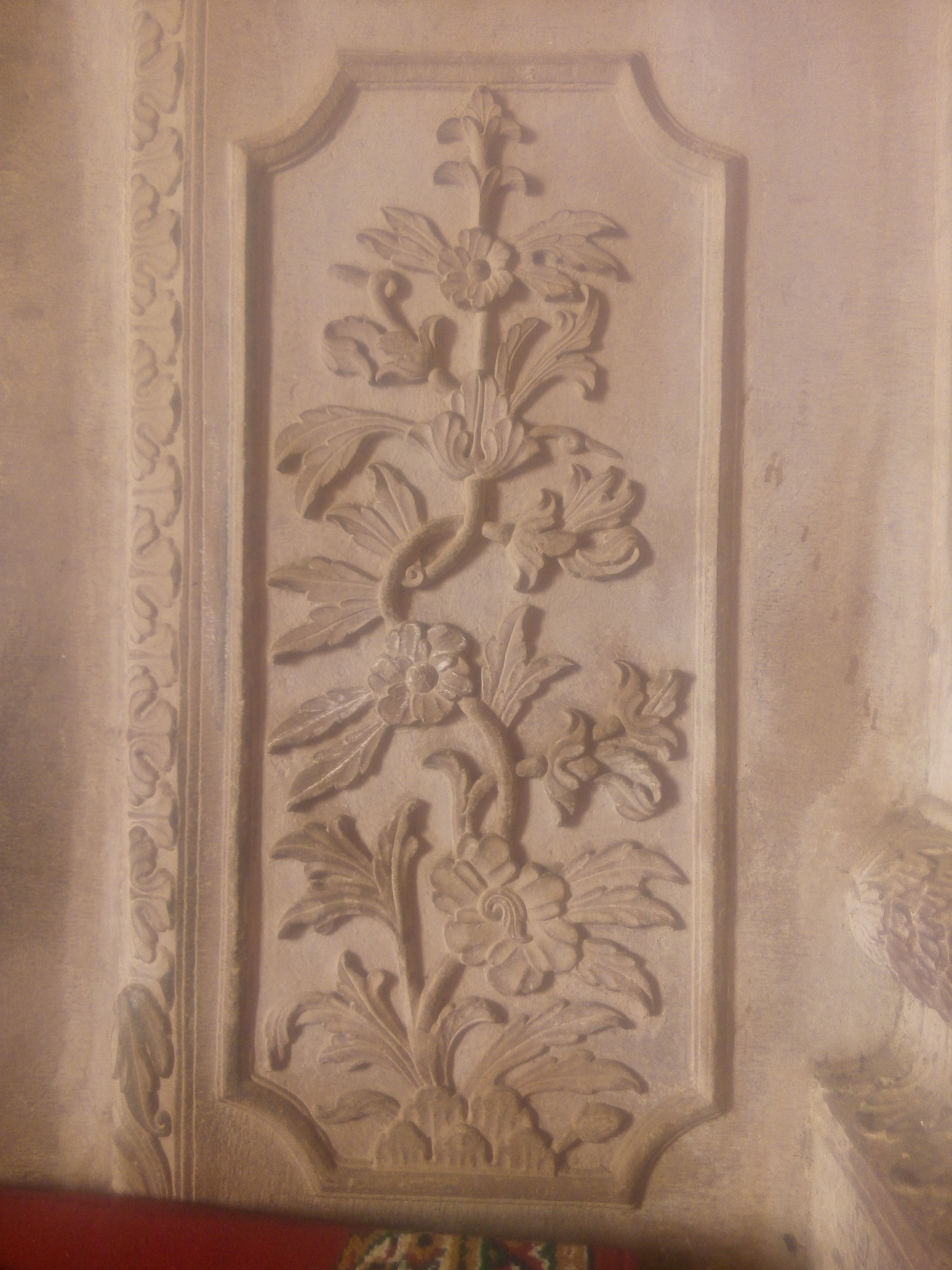
Motivos tallados en la pared.